# Nelson Sardenberg
Nelson Luiz Bittencourt Sardenberg (Belo Horizonte, 1 de agosto, 1970) é um carateca brasileiro.

## Trajetória esportiva
Foi atleta da seleção brasileira de caratê entre 1994 e 2007, sendo o capitão durante quatro temporadas (2002, 2005, 2006, 2007). Venceu 16 vezes o Campeonato Brasileiro de Caratê e conquistou duas medalhas de prata nos Jogos Pan-Americanos (1999 e 2003) e uma de bronze (2007).
Em 1998 formou-se em educação física com especialização em treinamento esportivo pela Universidade Federal de Minas Gerais.
Em 1999, Nelson chegou a final dos Jogos Pan-Americanos em Winnipeg, sendo derrotado pelo norte-americano John Fonseca e ficando com a medalha de prata.
Em 2002, na disputa do Campeonato Pan-Americano de Caratê, Nelson sofreu uma fratura na mandíbula que teve de ser reparada com uma cirurgia de urgência. Traumatizado física e psicologicamente, o carateca chegou a duvidar se voltaria a competir.
Em 2003, Nelson voltou a conquistar a medalha de prata nos Jogos Pan-Americanos em Santo Domingo, derrotado novamente na final pelo norte-americano John Fonseca.
Em 2007 Sardenberg se classificou em primeiro lugar na primeira fase dos Jogos Pan-Americanos, mas perdeu na semifinal contra o chileno Diego Borquez por apenas um ponto.
Atualmente, Nelson é professor de caratê na Academia Clube de Quem Malha, em Belo Horizonte.